# 詹姆斯·霍奇森
詹姆斯·戴伊·霍奇森（英語：James Day Hodgson，1915年12月3日—2012年11月28日），是美国政治家，曾担任美国驻日本大使、美国劳工部长。

## 著作
- 《American Senryu》（1992年）
- 《Doing Business with the New Japan》（2000年）